# Gaetano Dura
Gaetano Dura (Cassano all'Ionio, 7 agosto 1805 – Napoli, 4 giugno 1878) è stato un pittore e litografo italiano.

## Biografia
Nacque il 7 agosto 1805 a Cassano all'Ionio, in Calabria, da Giuseppe Dura e Saveria Conversi, entrambi originari di Napoli, città in cui Dura passò gran parte della sua vita. Fu allievo del pittore Giuseppe Cammarano, di cui poi sposò la nipote Matilde.

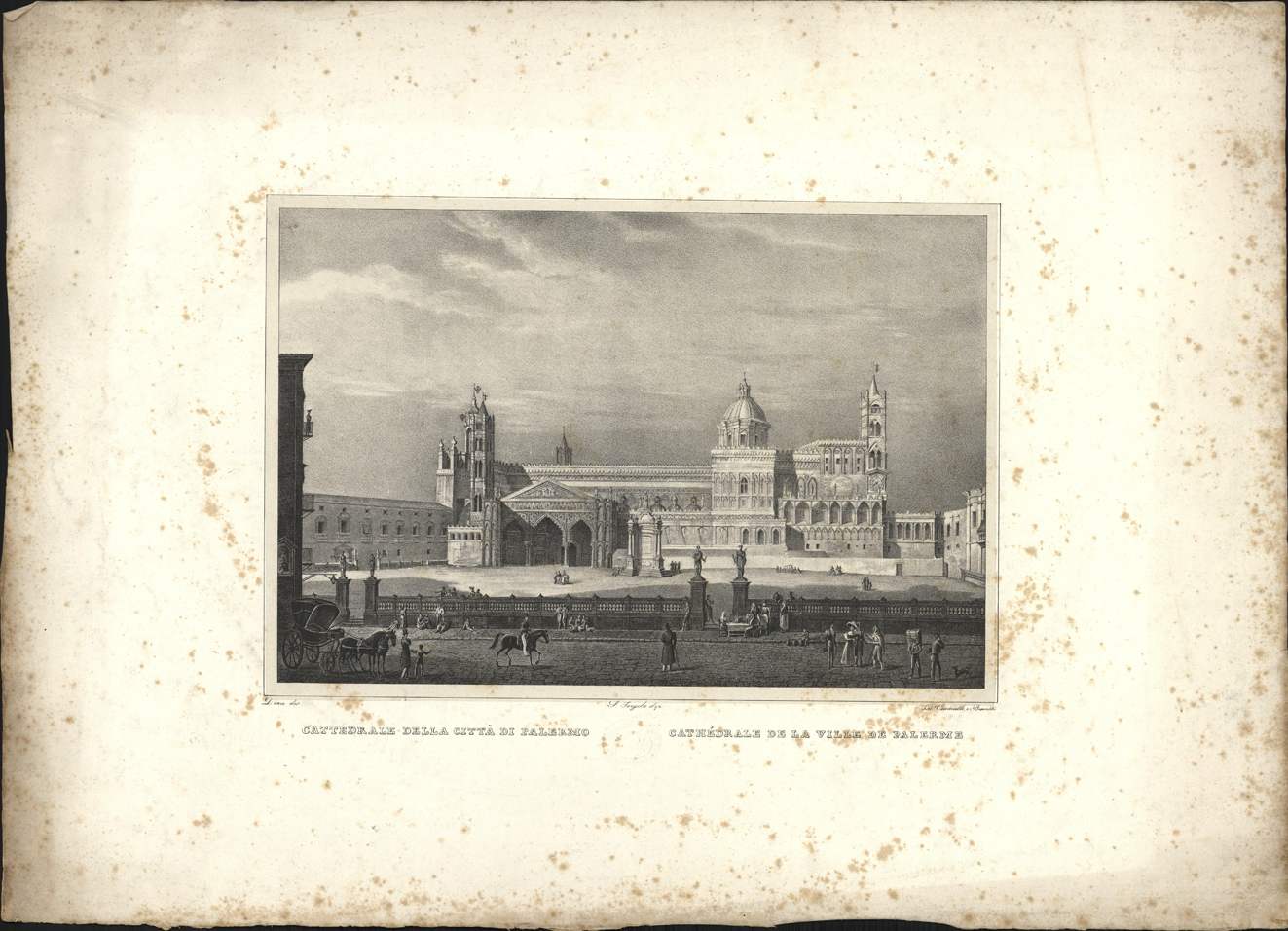
Litografia della cattedrale di Palermo.

Fu impiegato come litografo presso lo stabilimento di Domenico Cuciniello e Lorenzo Bianchi, fondato nel 1825 e tra i primi ad utilizzare la tecnica litografica. La prima opera in cui comparì il suo nome è Viaggio pittorico nel Regno delle Due Sicilie, pubblicato in tre volumi tra il 1829 e il 1832 come viaggio tra paesaggi e monumenti del Regno delle Due Sicilie; all'opera contribuirono anche, tra gli altri, Raffaele Liberatore (autore dei testi) e Rudolf Müller. Si occupò di illustrare e disegnare paesaggi e soggetti del folklore napoletano, come testimonia ad esempio l'album litografico Tarantella. Ballo napolitano, pubblicato nel 1834 a Napoli dalla litografia Gatti, alla quale si associò verso la metà degli anni 1830, dando vita alla Gatti e Dura che pubblicò numerose stampe, calendari, atlanti, romanzi illustrati e altre opere a carattere divulgativo, tra cui anche il periodico litografico Galleria pittorica.

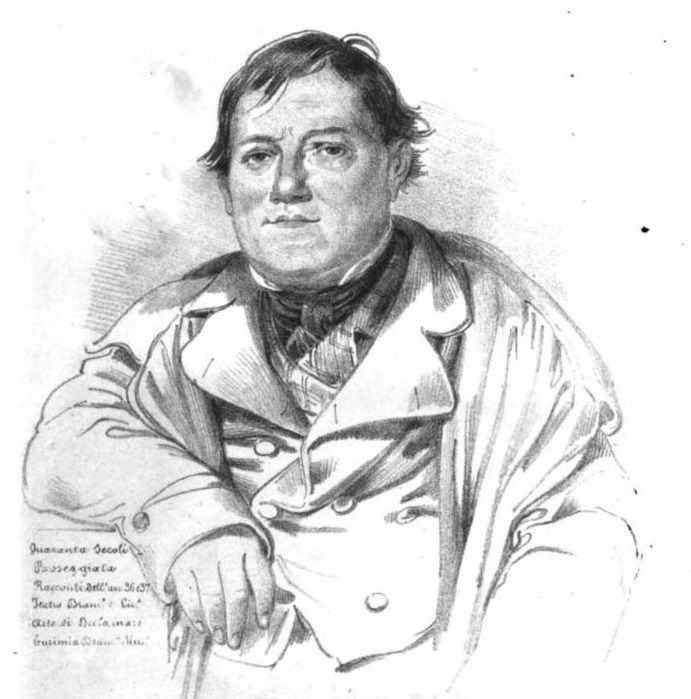
Ritratto di Giovanni Emanuele Bidera.

Nella sua produzione artistica figurano diversi ritratti tra cui: quello dell'attore Filippo Cammarano, quello dello scrittore e pittore Giovanni Emanuele Bidera, del tenore Emilio Pancani, dell'attore Antonio Petito e del principe Francesco di Borbone-Due Sicilie.
Fu anche autore di melodrammi, farse e commedie (nelle quali recitava talvolta egli stesso), tra cui il maggiore è Rita, melodramma in tre atti con musica di Emanuele de Roxas, rappresentato al teatro del Fondo nel 1857, oltre che di componimenti poetici perlopiù in dialetto napoletano.
Morì a Napoli il 4 giugno 1878.